# Élections sénatoriales de 2020 en Arkansas
Les élections sénatoriales de 2020 en Arkansas ont lieu le 3 novembre 2020 afin d'élire 17 des 35 membres du Sénat de l'État américain d'Arkansas.

## Système électoral
Le Sénat de l'Arkansas est la chambre haute de son parlement bicaméral. Il est composé de 35 sièges pourvus au scrutin uninominal majoritaire à un tour dans autant de circonscriptions que de sièges à pourvoir, selon un calendrier particulier appelé système de mandat 2-4-4. Cette appellation désigne la façon dont la moitié des membres de la chambre effectue un mandat de deux ans puis deux de quatre ans en l'espace d'une décennie, de telle sorte que le Sénat soit renouvelé par moitié à chaque élection, avant d'être intégralement renouvelés tous les dix ans. 
Le renouvellement de 2020 est ainsi celui du second groupe de 17 sénateurs, pourvus pour deux ans, avant le renouvellement intégral prévus pour 2022.

## Résultats
|       | Parti républicain | 26 | 13 | 15 | 28 | 2             |  |  |  |
|       | Parti démocrate   | 9  | 4  | 2  | 7  | 2             |  |  |  |
|       |                   |    |    |    |    |               |  |  |  |
| Total | Total             | 35 | 17 | 17 | 35 | en stagnation |  |  |  |